# Ralf Cohen
Ralf Cohen (* 14. November 1949 in Solingen) ist ein deutscher Künstler.

## Leben
Ralf Cohen studierte von 1971 bis 1975 an der Kölner Fachhochschule, Lehrbereich Kunst und Fotografie bei Arno Jansen und schloss mit dem Diplom ab. Er lebt und arbeitet seit 1980 in Karlsruhe.
Seit 1983 werden seine Fotoarbeiten ausgestellt, darunter in Einzelausstellungen im Münchner Stadtmuseum, im Josef-Albers-Museum, Bottrop, dem Wilhelm-Hack-Museum, Ludwigshafen am Rhein, dem Badischen Kunstverein Karlsruhe, dem Landesmuseum Mainz und dem Museum für aktuelle Kunst – Sammlung Hurrle in Durbach. Seine Arbeiten sind in Sammlungen im In- und Ausland vertreten. Er ist Mitglied im Künstlerbund Baden-Württemberg.

## Werk
Ralf Cohen arbeitet in einem Grenzbereich der analogen/experimentellen Fotografie, teilweise im Übergang zur Malerei. Er visualisiert in seinen konzeptuellen Fotoarbeiten das Denken über seine Wahrnehmung. Die Bilder führen von der Realität bis hin zur Abstraktion. Das Werk ermöglicht dem Betrachter seine eigene Wahrnehmung und Erwartungshaltung zu hinterfragen und einen neuen Blick auf die Welt zu gewinnen.
Zum Spektrum seiner Motive gehören Landschaften, Naturausschnitte, Architekturen und Porträts. Cohen konzentriert sich auf die analoge Fotografie, in seiner Dunkelkammer auf Belichtung, Entwicklung und Fixierung; durch Nachbearbeitungen und Experimente wird das Fotografierte radikal verändert.